# 仮説演繹法
仮説演繹法（かせつえんえきほう、英: hypothetico-deductive method）とは、既知の事実に基づいて新たな仮説を立てて、その仮説から演繹して予測し、それを主張として論証し、実験や観察をして確かめるという方法である。仮説演繹法は、演繹法と帰納法の長所を組み合わせた推論の方法である。

## 概要
仮説演繹法は1800年代に科学方法論が議論された時代に誕生した科学の方法論である。ジョン・ハーシェルは1830年に『自然哲学研究序説』の中で仮説の重要性を説いた。ハーシェルは「事象を事前に判断するためには、起こりうるすべての考えの中で仮説を2つか3つに絞ることが必要で、仮説をイメージすることで研究行動を起こすことができる」とし、「仮説を立てる前によく観察してよく考えること＝公正な"帰納的考察"が必要だ」と述べた。
それに対してハーシェルの友人であったウィリアム・ヒューウェルは、ハーシェルが「推測の段階で仮説を立てること」としたことを批判し、『帰納的諸科学の哲学』を1847年に書いた。ヒューウェルは仮説に先立って「観察・実験」を重視している。彼は「仮説を立てるには事実を比較しつつ、勤勉かつ注意深く準備することが大切」だとして、あいまいな仮説は認めなかった。
仮説演繹法という名前はこうした議論の中でウィリアム・ヒューウェルが名付けた概念であるが、これは科学的方法のひとつとして提案されたものである。
この用語はカール・ポパーが引用して以降、世に広まった。この方法によると、観察可能なデータに基づいた検証による反証が可能であると考えられる形式で仮説が定式化されることによって、科学的探究は進む。その仮説の予測に反することができ、なおかつ実際に反する検証は、その仮説の反証とみなされる。その仮説に反することができるが実際には反しない検証は、その理論を裏づける。次に、競合する諸仮説がどれだけ厳格にそれらの予測によって裏づけられるかを検証することによって、それらの仮説がどれだけよく説明をするのかを比較することが企てられるとする。

## 仮説演繹法の手順
Niddichは、仮説演繹法の手順を、
1. 観察。
2. 問題を明確にする。
3. 仮説を立てる。
4. 実験。
5. 論理の定式化。

とした。
これらの科学方法論はハーシェル、ヒューウェル、ミル、ジェボンジュとその後継者によって作られた。

## 仮説演繹法の特徴
ヒューウェルの方法論の特徴は、
1. 一般的規則性からそれらの原因を知識の対象とする。
2. 帰納の段階的進歩、段階的上昇を強調する。
3. 科学的知識に対する確実性に対する信念。

である。
演繹法の特徴は、前提が正しければ必ず結論も正しい（真理保存性）ということである。しかし一方で、前提に結論となるものが含まれているということでもあるため、「新たな知識が得られない」という問題点がある。
帰納法とは、経験的に得られた事実や事例から、結論や普遍的な法則を導き出す、経験主義的方法である。帰納法の特徴は、個別的な事例や出来事から結論を導き出すため、結論が論理的に必ず正しいとは言えないことである。一方で、帰納法は個別的な事例や事実から新しい法則や命題を導き出すことができるため、新しいことを明らかにできるメリットがある。
仮説演繹法は、問題を発見したらそれに対する仮説を帰納法によって導きだし、そこからさらに実験可能な「予測」を演繹法で導き出す。つまり、演繹法と帰納法を組み合わせることで、「正しさ」と「新しさ」を両立できるとされている。

## 仮説演繹法への批判と限界
科学史家の板倉聖宣は仮説演繹法に対して仮説実験的認識論を主張し、
科学は大いなる空想を伴う仮説とともに生まれ、討論・実験を経て、大衆のものとなってはじめて真理となる。
とし、「大胆な仮説」を重視した。すなわち、
1. 大いなる空想を伴う仮説。
2. 討論・実験。
3. 大衆のもの。
4. 真理。

である。
板倉は自身の科学史研究から、
いくら観察や実験を重ねてもそれだけでは問題解決は始まらず、鮮明な仮説(大胆な仮説)があって初めて目的意識的な問いかけ（実験）がはじまる。科学的認識は大衆のものとなってはじめて真理となる。
と主張した。
たとえばヒューウェルと同時代に発表された、ダーウィンの『種の起源』の構成は、最初の章で「生物は一つの原種から多数の品種が生まれた」か「多数の生物種を創造主が作り、それが固定化している」という2つの仮説を大胆に立てて、それを後の章で検討して、最後の章で「すべての生物種はたった一つの原種から生まれた」と考えるしかないと結論している。
ダーウィンの『種の起源』は、仮説演繹法からの厳しい批判を受けた。ジョン・ホプキンス(1793-1866)は、仮説演繹法の立場から、
自然選択を仮定しても、これが種の進化をもたらす力を持つとアプリオリに信じる理由は全く無い。したがって自然選択が進化を生じる力を持つという主張は、帰納的手続きにより、仮定された原因の必然的な帰結と、自然が我々に示す現象とを注意深く付き合わせなくてはならない。ところがダーウィンの議論が示すのは、自然選択により種の進化がもたらされるかもしれない、という結論のみである。
と述べた。さらにホプキンスは、
ダーウィンは蓋然性の代わりに、単なる可能性を置き換えることで満足し、自分の理論を確立するための厳密な論証を近似的にめざす義務を怠り、その理論が間違いであると厳密に証明されるまでは、正しいであろう自己満足的に仮定しているのである。
と批判した。
仮説演繹法は古典的科学観に裏打ちされ、説明や仮説の検証といった科学の方法の中心はすべて演繹を軸にしている。仮説演繹法ではダーウィンの仮説にはいかなる証明も与えられていないとされた。仮説演繹法では「仮説からの厳密な演繹」を必要としていて、自然選択のような確率的、統計的な論証を受け入れる余地がなかった。
一方、同時代の生理学者W.B.カーペンター(英語版)（1813-1885）は、ダーウィン説を「新しい仮説」として高く評価して次のように述べている。
あらゆる科学の歴史はその大きな進歩の新紀元が、新しい事実の発見の時期ではなく、それまでに知られている事実を統括して一般的な原理にまとめる役目を果たし、以後の探求に新しい方向を与えた新しい概念の発見の時期であることを示している。このような観点から我々はダーウィン氏に最も高い評価を与えるのである」
ダーウィンの「自然選択による生物種の進化」という大胆な仮説は、150年後の現在、遺伝学、進化生物学などの発展をもたらし真理となった。同様にヒューウェルが認めなかったドルトンの大胆な原子説も現在では大衆の知識となっている。